# Irene Gutiérrez
Irene Gutiérrez fue una patriota argentina. Es considerada una de las Patricias Argentinas.

## Biografía
Irene Gutiérrez nació en la Ciudad de Buenos Aires, Virreinato del Río de la Plata (Argentina), hija de Francisco Gutiérrez y Jacinta Ojeda.
Adhirió tempranamente a la Revolución de Mayo de 1810. Cuando la Primera Junta dispuso el envío de una expedición a las provincias del interior con el objeto de asegurar la libertad en la elección de diputados que las representarían en el gobierno, evitar la formación y consolidación de núcleos contrarrevolucionarios y demostrar a los partidarios en el interior del movimiento emancipador que serían sostenidos con decisión y preservados en sus vidas y hacienda por el nuevo gobierno,  se inició una suscripción pública para recolectar fondos y comprometer a los vecinos con la causa.

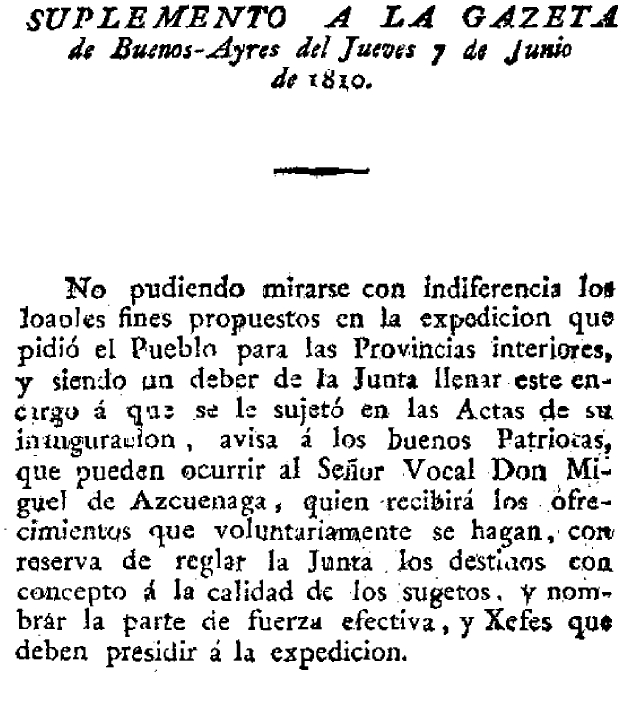
Resolución del 7 de junio de 1810.

El 7 de junio la Gazeta de Buenos Aires publicó una resolución en los siguientes términos: "No pudiendo mirarse con indiferencia los loables fines propuestos en la expedición que pidió e pueblo para las provincias interiores, y siendo un deber de la Junta llenar este encargo  a que se le sujetó en las actas de su inauguración, avisa a los buenos patriotas que pueden concurrir al señor Vocal don Miguel de Azcuénaga, quien recibirá los ofrecimientos que voluntariamente se hagan, con reserva de reglar la Junta los destinos, con concepto a la calidad de los sujetos y nombrar la parte de fuerza efectiva y jefes que deben presidir la expedición".
Irene Gutiérrez de Tollo contribuyó con la suma de diez pesos fuertes mensuales hasta tanto durase la expedición auxiliadora al Alto Perú. Falleció en su ciudad natal.